# Eddie Calvert
Eddie Calvert (Preston, 1922. március 15. – Johannesburg, 1978. augusztus 7.). Albert Edward »Eddie« Calvert, angol trombitás. Az 1950-es években érte el legnagyobb sikereit. 1953-1958 között hétszer volt a brit toplistán, köztük az O mein Papa 1953-ban és a Cherry Pink 1955-ben.

## Pályafutása
Olyan családban nőtt fel, ahol helyi fúvószenekar jelentős színvonalú volt. Így Calvert hamarosan különféle fúvós hangszereken tanult meg játszani. A második világháború után egy egy manchesteri zenekarban kezdett játszani, majd népszerű tánczenekarokkal lépett fel. Hamarosan ismertté vált előadásainak virtuóz játékával.
Miután a televízió is bemutatta „arany trombitájával” néven, ez az elnevezés karrierje végéig megmaradt.
Calvert stílusa meglepően egyéni volt. Az 1950-es években ismert zenész lett a BBC Rádióban és a tévében is. Ő volt az első brit hangszeres zenész a Top 10-ben. Az O mein Papa, amely az Egyesült Államokban is jól fogyott, a brit slágerlistát pedig kilenc hétig vezette és az első aranylemez lett, amelyet hangszeres lemez kapott.
Nagy sikerek után az 1960-as években a könnyűzene változni kezdett az olyan együttesek világméretű népszerűségével, mint például a Beatles és általában a Rock and roll. Calvert népszerűsége is visszaesett.
1968-ra teljesen elege lett Harold Wilson munkáspárti kormányából, különösen a Rodézia melletti csökönyös politikája miatt.
Egy világkörüli turné után, amelynek egyik állomása a Dél-afrikai Köztársaság volt, elhagyta az Egyesült Királyságot, és Dél-Afrikába költözött. Ott folytatta koncertjeit, és rendszeresen látogatott Rodéziába is.
Szívroham következtében halt meg 56 éves korában, 1978-ban.

## Albumok
- 1952: Yesterdays
- 1954: Sensations in Sounds and Moods I Love
- 1954: The Man With The Golden Trumpet
- 1956: Easy To Love
- 1958: In the golden city
- 1958: Gabriel and The Twelve Ages of Man
- 1958: Romantic London
- 1959: My Horn Goes Round The World
- 1960: Latin Carnival
- 1960: Eddie Calvert
- 1961: Vive la Piaf!
- 1962: Eddie's Golden Song Book
- 1965: All in The April Evening and Other Faith Songs
- 1967: Eddie Calvert Salutes The Trumpet Greats
- 1968: A Rambler On Safari
- 1972: It's impossible and other great hits
- 1976: Eddie Calvert at "The Sands"
- 1977: Italian Carnival
- 1977: Two Lips From Amsterdam
- 2006: The Golden Trumpet
- 2019: Eddie Calvert & His Golden Trumpet
- 2013: With Love From... Eddy Calvert
  - Il Silenzio

## Filmek
Eddie Calvert az IMDb-n